# 17-та кавалерійська дивізія Червоного козацтва
17-та кавалерійська дивізія Червоного козацтва — військове з'єднання кавалерії РСЧА, створене під час Громадянської війни в Росії 1918 — 1920 років. Було маневреним засобом у руках фронтового та армійського командування на вирішення оперативних і тактичних завдань.

## Історія та бойовий шлях

Червоний козак і журналіст Кузьма Бублик (1901—1925) зі своїми спільниками під час вербування добровольців до 17-ї дивізії. Фото зроблено 29 листопада 1923 року на Чернігівщині.

26 жовтня 1920 року у складі Південно-Західного фронту було сформовано Кінний корпус у складі 8-ї та 17-ї кавалерійських дивізій. Командиром корпусу був призначений командир 8-ї дивізії Червоних козаків Віталій Примаков.
У листопаді 1920 17-та кд у складі корпусу брала участь у Радянсько-польській війні та у боях з армією УНР під командуванням Семена Петлюри.
10 грудня 1920 року корпус увійшов до складу Київського військового округу Збройних Сил України та Криму.
13 грудня 1920 р. Кінному корпусу було присвоєно найменування 1-й Київський кінний корпус.
У січні 1921 р. дивізія брала участь у боях проти української армії Махна поблизу Сквири.
5 квітня 1921 року 1-й Київський кінний корпус відбув у м. Липовець, що на схід від м. Вінниця.
У липні 1921 року летючий загін 1-го кінного корпусу остаточно добив Махна на Полтавщині.
10 серпня 1921 року 1-му Київському кінному корпусу було присвоєно найменування 1-й кінний корпус Червоного козацтва ім. Всеукраїнського Центрального Виконавчого Комітету.
30 листопада 1921 р. 17-й Червоного козацтва кавалерійській дивізії було присвоєно найменування 17-та Чернігівська Червоного козацтва кавалерійська дивізія.
21 квітня 1922 року 1-й корпус увійшов до складу Південно-Західного військового округу Збройних Сил України та Криму.
6 травня 1922 р. 17-та Чернігівська Червоного козацтва кд отримала найменування 2-га Чернігівська Червоного козацтва кд.

## Командний склад 17-ї кавалерійської дивізіїЧервоного козацтва
17-та кавалерійська дивізія Червоного козацтва

### Начальники дивізії
- Боревич Петро Михайлович — з 7 вересня 1920 року по 4 листопада 1920[1]
- Микулін Володимир Йосипович — з 4 листопада 1920 року по 31 грудня 1920[1]
- Котовський Григорій Іванович — з 31 грудня 1920 року по 24 квітня 1921[1]
- Шмідт Дмитро Аркадійович — 1921—1922

### Військкоми дивізії
- Дуніс Карл Карлович, тво — з 9 вересня 1920 року по 8 жовтня 1920 року[1]
- Вілкс Герман — з 8 жовтня 1920 року по 24 квітня 1921 року[1]
- Малихін Георгій Сергійович, тво — з 29 липня 1921 по 31 серпня 1921 року[1]

### Начальники штабу дивізії
- Купенко Сергій Васильович — з 2 вересня 1920 року по 22 жовтня 1920 року[1]
- Шейдеман Сергій Михайлович — з 22 жовтня 1920 року по 5 листопада 1920 року[1]
- Логвінов-Мольтке Валентин Федорович, тво — з 5 листопада 1920 року по 5 грудня 1920 року[1]
- Адамсон Ернест — з 5 грудня 1920 року по 18 грудня 1920 року[1]
- Орлов Володимир, тво — з 18 грудня 1920 по 31 грудня 1920 року[1]
- Юцевич Костянтин Фоміч — з 31 грудня 1920 року по 19 лютого 1921 року[1]
- Фіалковський Михайло Іванович — з 19 лютого 1921 року по 26 квітня 1921 року[1]